# Осиновка (Слюдянский район)
Осиновка — упразднённый посёлок в Слюдянском районе Иркутской области. Входил в Байкальское муниципальное образование. Исключен из учётных данных в 2021 году.

## География
Расположен на южном берегу Байкала в 12 километрах к востоку от города Байкальска. Через посёлок проходит Транссибирская магистраль.

## Население
| 2002 | 2010 | 2011 | 2012 |
| ---- | ---- | ---- | ---- |
| 0    | →0   | →0   | →0   |